# Emil Blum
Emil Blum (* 8. Dezember 1894 in Zürich; † 11. März 1978 bei Muri bei Bern) war ein Schweizer reformierter Theologe, der eine führende Rolle in der deutschen Neuwerk-Bewegung spielte.

## Leben
Emil Blum hatte schon während seines Studiums der Evangelischen Theologie in Zürich und Basel Kontakt mit der religiös-sozialen Bewegung um Hermann Kutter und Leonhard Ragaz. 1919 wurde er Pfarrer in Aigle VD. 1922 zog er  in die Siedlung Habertshof bei Schlüchtern-Elm (Hessen), wo er eine Heimvolkshochschule gründete, der er von 1924 bis 1931 vorstand. Danach studierte er Pädagogik in Frankfurt am Main (bei Carl Mennicke und Paul Tillich) und Bern. 1934 wurde er promoviert und übernahm im gleichen Jahr eine Pfarrstelle an der Nydeggkirche in Bern. 1960 ging er in den Ruhestand.

## Werke (Auswahl)
- Leo Tolstoi. Sein Ringen um den Sinn des Lebens. Neuwerk-Verlag, Schlüchtern Habertshof 1922.
- Der Habertshof. Werden und Gestalt einer Heimvolkshochschule. Neuwerk-Verlag, Kassel 1930.
- Von den Ordnungen der Kirche. BEG-Verlag, Bern 1944.
- Die Neuwerk-Bewegung 1922-1933. Johannes-Stauda-Verlag, Kassel 1973. (ISBN 3-7982-0118-8)
- Als wäre es gestern gewesen. Wie konnte ich Pfarrer sein im 20. Jahrhundert? Flamberg-Verlag, Zürich 1973. (ISBN 3-7179-2127-4)